# Kotyhorochko

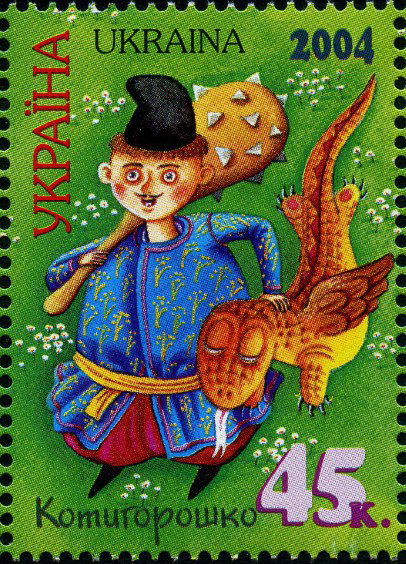
Kotyhorochko (timbre-poste ukrainien, 2004)

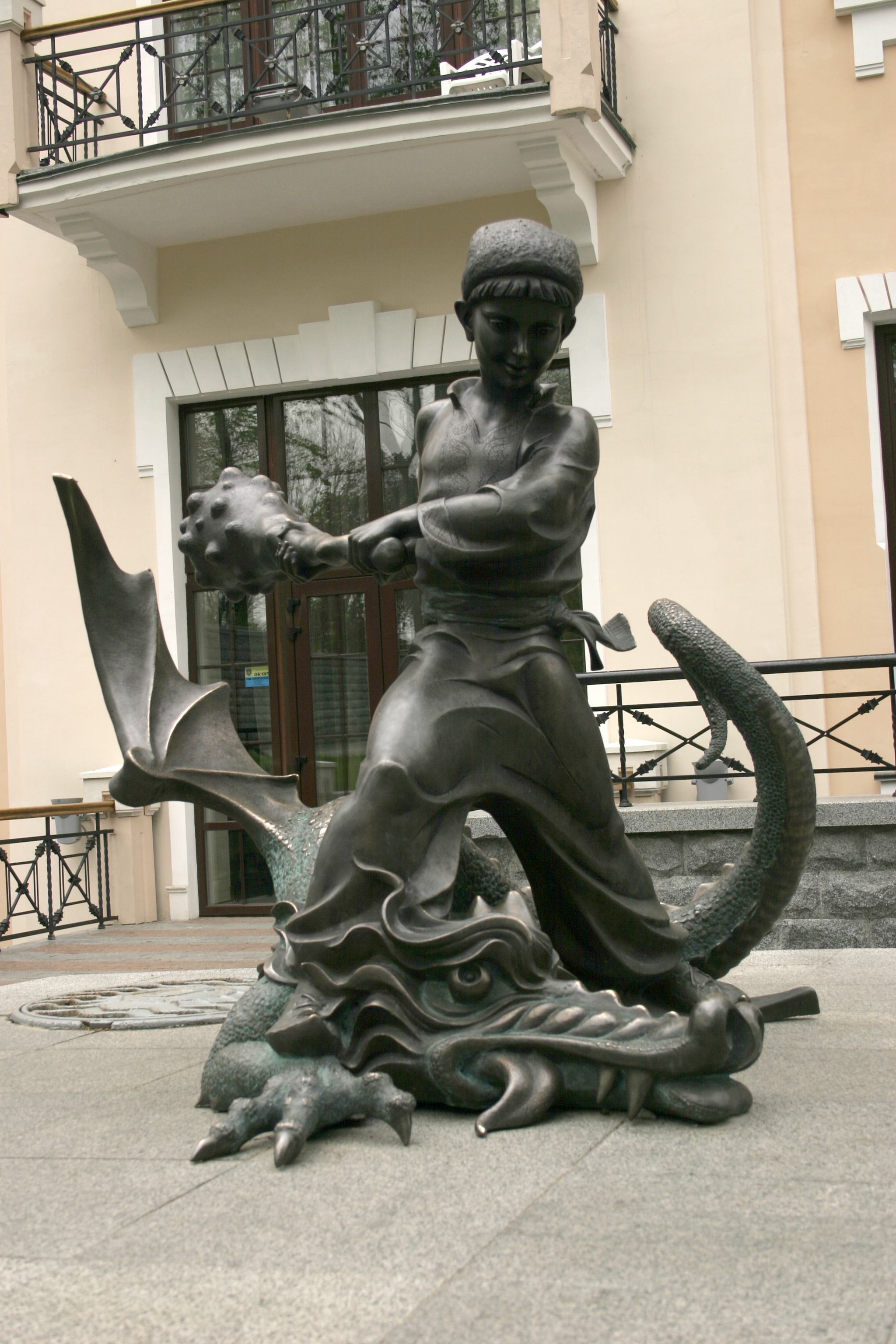
Kotyhorochko terrasse le dragon devant le Théâtre de marionnettes académique de Kiev.

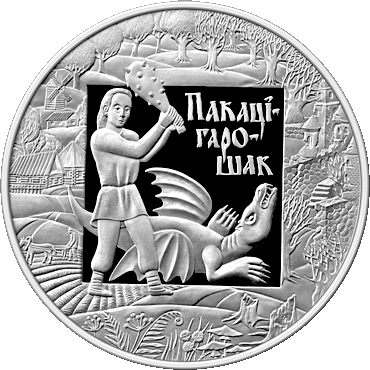
Pakatsigarochak (médaille d'argent biélorusse).

Kotyhorochko ou Pokotyhorochko (en ukrainien Котигорошко, Покотигорошко ; en russe Покатигорошек (Pokatigorochek) ; en biélorusse Пакацігарошак (Pakatsigarochak) ; équivalent français « Roule-Petit-Pois », ou « Roulepois ») est le héros de contes traditionnels ukrainiens ; des contes similaires existent dans tous les folklores slaves orientaux.
Né d'un petit pois trouvé et avalé par sa mère, Kotyhorochko grandit et forcit rapidement (« non pas d'heure en heure, mais de minute en minute »). Devenu un bogatyr, il part combattre diverses créatures malfaisantes, notamment des dragons, et en premier lieu celui qui a attiré par ruse sa sœur aînée et la retient de force, puis tué (ou enfermé) ses deux frères qui s'étaient portés à son secours, le tout avant la naissance du héros ; ayant libéré sa sœur et libéré ou ressuscité ses frères, il les ramène chez ses parents.
Dans une version du conte, au cours du voyage de retour ses frères renient Kotyhorochko et l'attachent à un arbre ; mais il se libère et, renonçant à rentrer vivre chez ses parents, il part à l'aventure. Chemin faisant, il rencontrera les géants Vernyhora, Vernydoub et Kroutyvous (« Tourne-Montagne », « Tourne-Chêne » et « Tourne-Moustache »), avec lesquels il s'associera pour combattre d'autres dragons, « au pont d'obier sur la rivière de feu ». Récompensés par le tsar, ils doivent encore combattre les maléfices des épouses des dragons qui veulent se venger d'eux, et tuer celles-ci. Dans d'autres versions, il descend sous terre combattre des divinités chthoniennes, et en ressortira avec l'aide d'un griffon. Habituellement, Kotyhorochko finit par épouser une princesse qu'il a sauvée.
L'attribut indispensable de Kotyhorochko est sa massue de fer « de sept pouds », qu'il a fait forger à partir d'une simple épingle.
Une version du conte figure dans les Contes populaires biélorusses (en allemand) de Lev Barag, sous le titre Erbse und der Drache (Petit-Pois et le Dragon) et le numéro 7.
Il existe à Kiev (boulevard Grouchevs'kovo) une statue de Kotyhorochko terrassant un dragon.

## Sources
- Alexandre Afanassiev, Contes populaires russes (tome I), traduit et présenté par Lise Gruel-Apert, Imago, 2009  (ISBN 978-2-84952-071-0). Contes 96 et 97 (133/74a et 134/74b dans les éditions russes)
- (de) L.G. Barag, Belorussische Volksmärchen, Akademie Verlag, Berlin (RDA), 1977